# Jan Baptysta Dembiński
Jan Baptysta Dembiński OFMCap (ur. ok. połowy XVI wieku, zm. 1632 w Konstancji) – pierwszy polski kapucyn.
Był synem kasztelana krakowskiego, dzięki czemu odbył podróże zagraniczne. We Włoszech poznał Karola Boromeusza i wstąpił w Mediolanie do zakonu. W Konstancji wykładał filozofię i teologię, brał też udział w rekatolizacyjnych pracach zakonu. Jednym z uczniów Dembińskiego był Fidelis z Sigmaringen. Podjętym po 1754 roku staraniom o beatyfikację Jana Baptysty Dembińskiego przeszkodziły rozbiory.